# Groupe des Six (musique)
Pour les articles homonymes, voir Groupe des six.
Le groupe des Six, aussi nommé Les Six, est un groupe de compositeurs français (à l'exception d'un seul suisse) réunissant, entre 1916 et 1923 : Georges Auric (1899-1983), Louis Durey (1888-1979), Arthur Honegger (1892-1955), Darius Milhaud (1892-1974), Francis Poulenc (1899-1963), et Germaine Tailleferre (1892-1983).
Ils étaient très influencés par les idées d'Erik Satie et de Jean Cocteau. Bien qu'ils aient écrit collectivement, chacun a conservé son style personnel du fait de la nature même des œuvres (mouvements ou morceaux séparés).

## Histoire
Le groupe se constitue, selon Jean Cocteau, vers 1916. Tout juste sortis du conservatoire, ils prennent l'habitude pendant la guerre de se réunir le samedi, le plus souvent chez Darius Milhaud, avant son départ au Brésil, ou lors des soirées salle Huyghens, autour de Jean Cocteau et Émile Lejeune. En janvier 1918, Cocteau fonde avec Satie, la Société des Nouveaux Jeunes, au 63 rue du Rocher qui réunit Auric, L. Durey, Honegger, Roland-Manuel, G. Tailleferre, et quelques concerts ont lieu au théâtre du Vieux-Colombier organisés par Jane Bathori et Félix Delgrange. Après la guerre, et le retour de Milhaud, les réunions continuent avec le renfort de quelques autres artistes, les pianistes Marcelle Meyer et Juliette Meerovitch, le chanteur russe Koubitsky, les peintres Marie Laurencin, Irène Lagut et Valentine Gross, les écrivains Lucien Daudet et Raymond Radiguet,.
Leur nom leur est donné par le critique et compositeur Henri Collet qui s'était invité, en référence au groupe des Cinq (« russes »), dans deux articles parus dans la revue Comœdia les 16 et 23 janvier 1920 intitulés Un livre de Rimsky et un livre de Cocteau - Les Cinq Russes, les Six Français et Erik Satie et Les « Six » Français : Darius Milhaud, Louis Durey, Georges Auric, Arthur Honegger, Francis Poulenc et Germaine Tailleferre. Les musiciens se produisent régulièrement ensemble jusqu'en Belgique.
En 1921, une certaine notoriété finit par peser sur le groupe réuni désormais au Bœuf sur le toit et Louis Durey s'en sépare. Le jeune compositeur américain Virgil Thomson était un habitué du Boeuf sur le toit dans les années 1920,. Ses compositions musicales ont été influencées par les membres du groupe des Six au cours des années suivantes,.
La mort de l'écrivain Raymond Radiguet à l'âge de 20 ans met fin aux réunions des « samedistes » en 1923.

## Œuvres
Le groupe des Six a créé seulement deux œuvres collectives, un recueil pour le piano Album des Six, et un ballet, Les Mariés de la tour Eiffel :
- Album des Six pour piano (1920) :
  - Prélude  (Auric),
  - Romance sans paroles (Durey),
  - Sarabande pour piano (Honegger),
  - Mazurka (Milhaud),
  - Valse (Poulenc),
  - Pastorale (Tailleferre) ;
- Les Mariés de la tour Eiffel, œuvre collective sur un texte de Jean Cocteau, musiques de Georges Auric, Arthur Honegger, Francis Poulenc, Darius Milhaud et Germaine Tailleferre, créée le 18 juin 1921 au théâtre des Champs-Élysées[13] :
  - Ouverture « Le 14-Juillet »  (Auric),
  - Marche nuptiale (Milhaud),
  - Discours du Général (Poulenc),
  - La Baigneuse de Trouville (Poulenc),
  - Fugue du massacre (Milhaud),
  - Valse des dépêches (Tailleferre),
  - Marche funèbre sur la mort du Général (Honegger),
  - Quadrille (Milhaud),
  - Trois Ritournelles (Auric),
  - Sortie de la noce (Milhaud).

Quelques autres compositions non collectives des Six :
- Cinq Bagatelles (Auric) ;
- Sonate pour violoncelle et piano (Poulenc) ;
- Scaramouche (Milhaud) ;
- Sonate pour violon seul (Honegger) ;
- Suite burlesque (Tailleferre).